# シナモントースト
シナモントースト（Cinnamon Toast）は、軽食のひとつ。
スライスした食パンやフランスパン（バゲット）をトーストし、片面にバターやマーガリンを多めに塗った後、粉末のシナモンを混ぜた砂糖（シナモンシュガー）をまんべんなく振りかけ、更にオーブンで軽く焼いたもの。
そのまま食べるのが一般的だが、蜂蜜やメープルシロップをかけて食べることもある。